# Соризоле
Соризоле (італ. Sorisole) — муніципалітет в Італії, у регіоні Ломбардія, провінція Бергамо.
Соризоле розташоване на відстані близько 490 км на північний захід від Рима, 50 км на північний схід від Мілана, 5 км на північ від Бергамо.
Населення — 9170 осіб (2014).
Щорічний фестиваль відбувається 29 червня. Покровитель — San Pietro.

## Демографія
Населення за роками:

Станом на 1 січня 2023 року в муніципалітеті офіційно проживало 511 іноземців з 58 країн, серед них 72 громадяни країн Євросоюзу та 46 громадян України.

## Сусідні муніципалітети
- Альме
- Бергамо
- Паладіна
- Понтераніка
- Седрина
- Вілла-д'Альме
- Цоньо